# Мотру Сек (Горж)
Мотру Сек (рум. Motru Sec) насеље је у Румунији у округу Горж у општини Падеш. Oпштина се налази на надморској висини од 372 m.

## Становништво
Према подацима из 2002. године у насељу је живело 1018 становника, од којих су сви румунске националности.